# Cámara Planetaria y de Gran Angular 2
La Cámara Planetaria y de Gran Angular 2 (en inglés Wide Field and Planetary Camera 2 o WFPC2) fue una cámara fotográfica  instalada en el telescopio espacial Hubble. 
Fue instalada durante la primera misión de servicio al telescopio Hubble, realizada por el transbordador espacial Endeavour en la misión (STS-61) en 1993. La cámara WFPC2 reemplazó a la Cámara Planetaria y de Gran Angular (Wide Field and Planetary Camera o WFPC) original del telescopio. 
Se usó para obtener la imagen del campo profundo del Hubble en 1995, y las nebulosas del reloj de arena y del huevo en 1996, entre otras muchas.

## Descripción técnica
La WFPC2 lleva 4 detectores CCD capaces de detectar luz en el rango de entre 120 nm y 1100 nm, lo que significa que incluye todo el espectro visible (380 nm a 780 nm). Los 4 CCD son idénticos, de 800x800 píxeles cada uno. Tres de ellos están dispuestos en forma de L, formando la parte de gran angular. El cuarto CCD se sitúa adyacente a éstos y posee una óptica de enfoque de angular estrecho, formando la parte de la cámara destinado a fotografiar planetas. 
Para realizar fotografías en porciones del espectro más reducidas, posee una rueda rotatoria equipada con diferentes filtros ópticos. Estos filtros ópticos se colocan entre el sensor y la fuente luminosas para absorber las distintas longitudes de onda no útiles. En total posee 48 filtros entre los que se encuentran:
- Un filtro polarizador.
- Un filtro gradual, que permite obtener un amplio rango de filtrados de banda estrecha.
- Un conjuntos de filtros ópticos con diferentes respuestas espectrales, lo que permite al operador escoger entre un abanico de diferentes filtrados.

Tal como se espera, el funcionamiento de los CCDs se está viendo degradado debido a píxeles defectuosos. Para detectarlos, los operadores del telescopio realizan mensualmente pruebas de calibración. Para realizar estas pruebas, se toman fotografías de larga exposición con la apertura de la cámara cerrada, y los píxeles que difieren significativamente del negro son catalogados como defectuosos. Para evitar falsos positivos provocados por rayos cósmicos, se realizan varias pruebas de calibración. Los píxeles catalogados como defectuosos serán ignorados por los programas de procesamiento de imágenes.

## Fabricación
La cámara fue construida por el Laboratorio de Propulsión a Chorro de la NASA, que también había construido a su predecesora, la Cámara Planetaria y de Gran Angular. Esta cámara incorporó mejoras respecto a la anterior, así como una óptica correctiva propia que corregía el defecto de aberración esférica del espejo primario del telescopio.

## Futuro
Esta cámara también será reemplazada por la Cámara de Gran Angular 3 en la Misión de Servicio 4. Esta nueva cámara llevará dos CCDs de 2048x4096 píxeles cada uno para ser usados en el espectro visible y ultravioleta, y otro CCD dedicado al infrarrojo de 1024x1024 píxeles.

## WFPC2 images

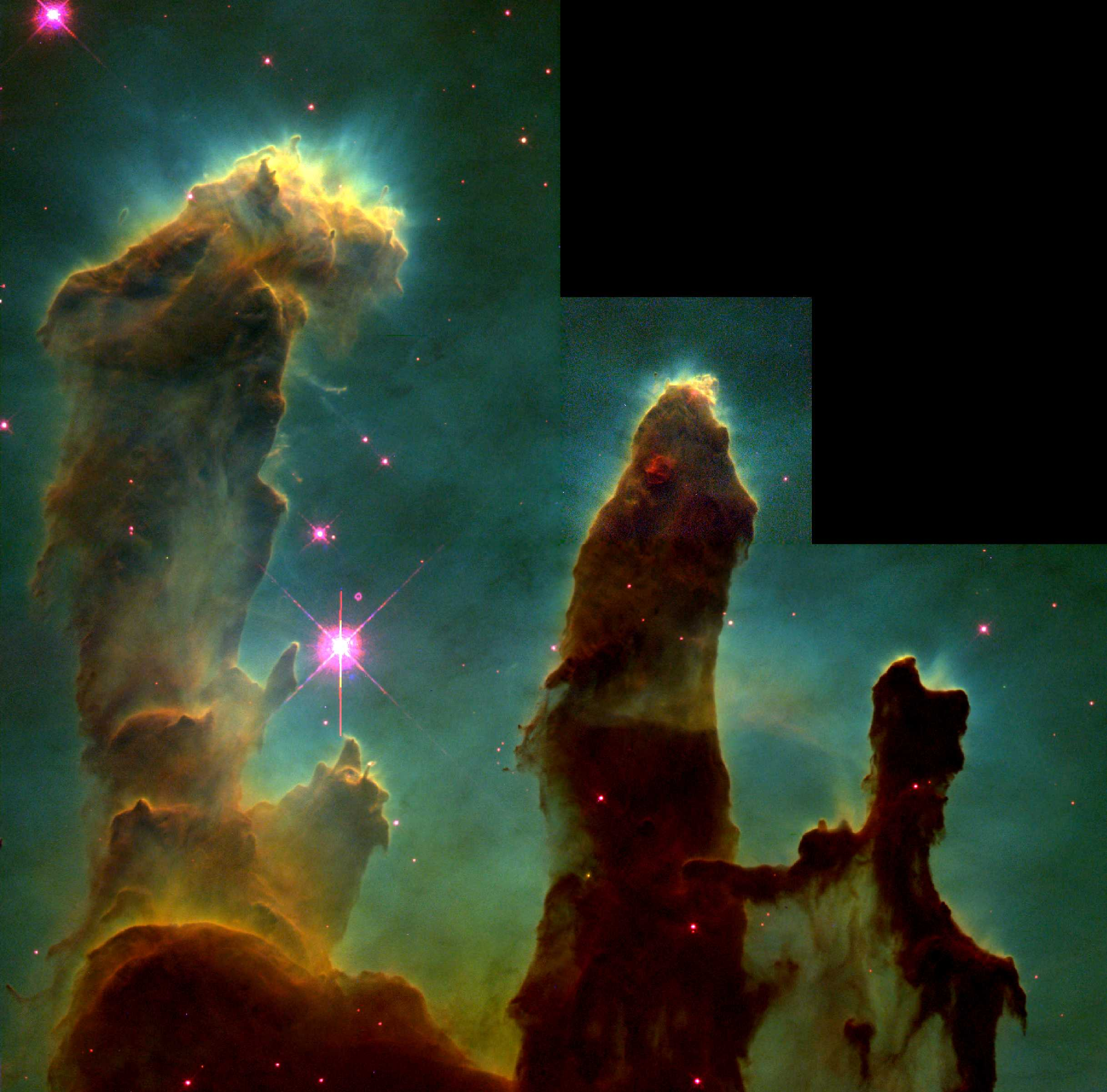
Nebulosa del Águila
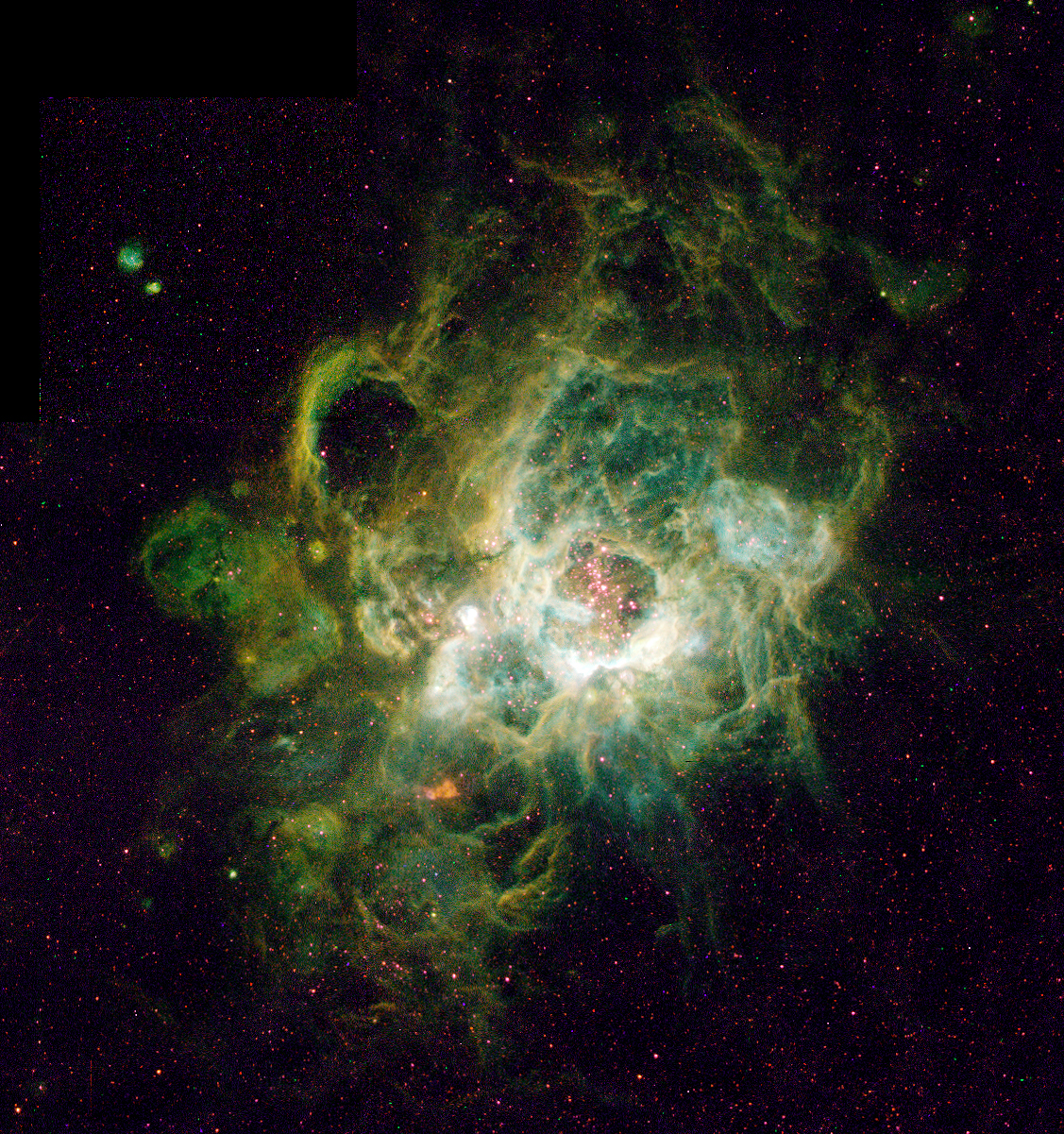
Triangulum
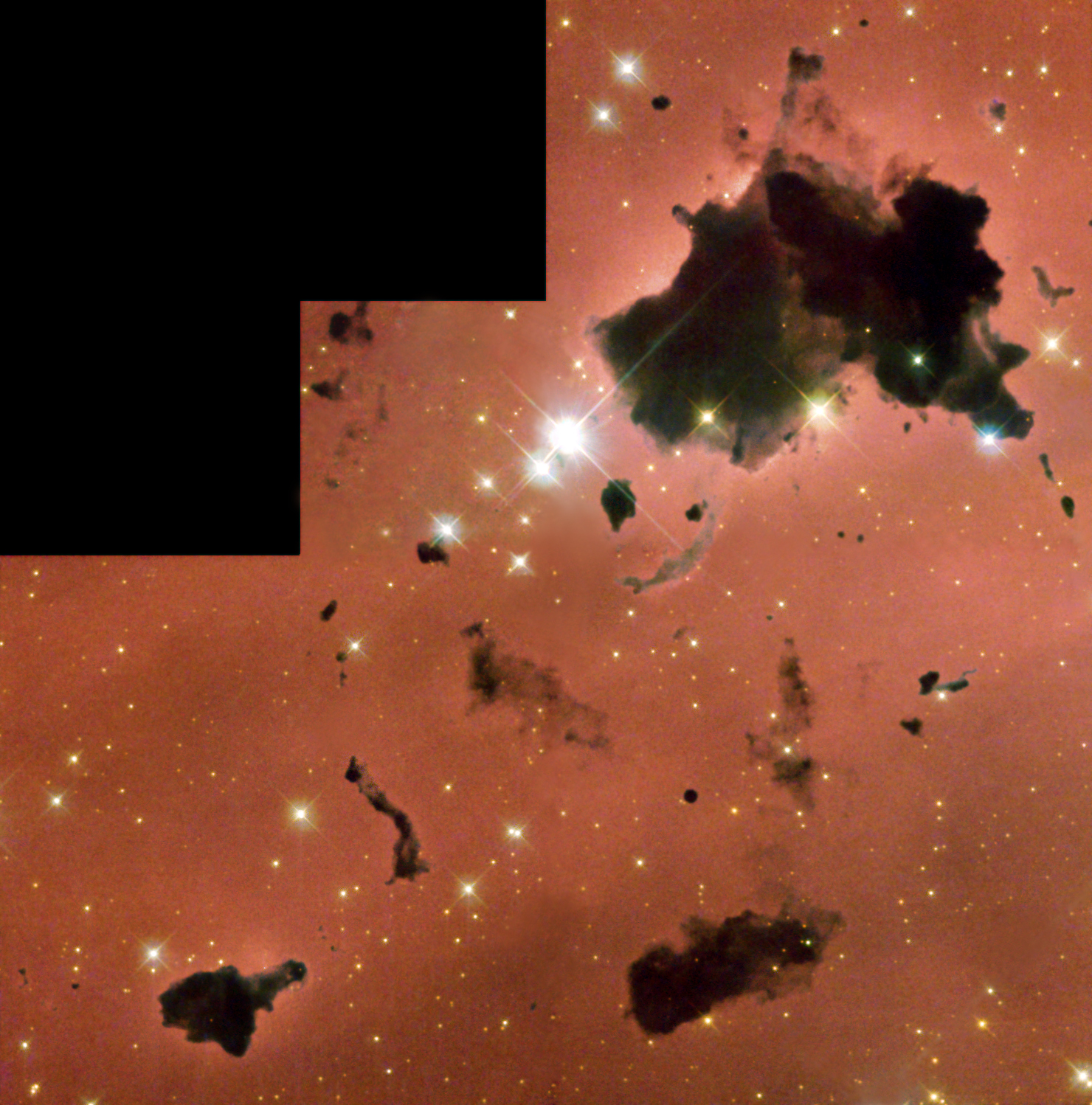
Glóbulos de Bok
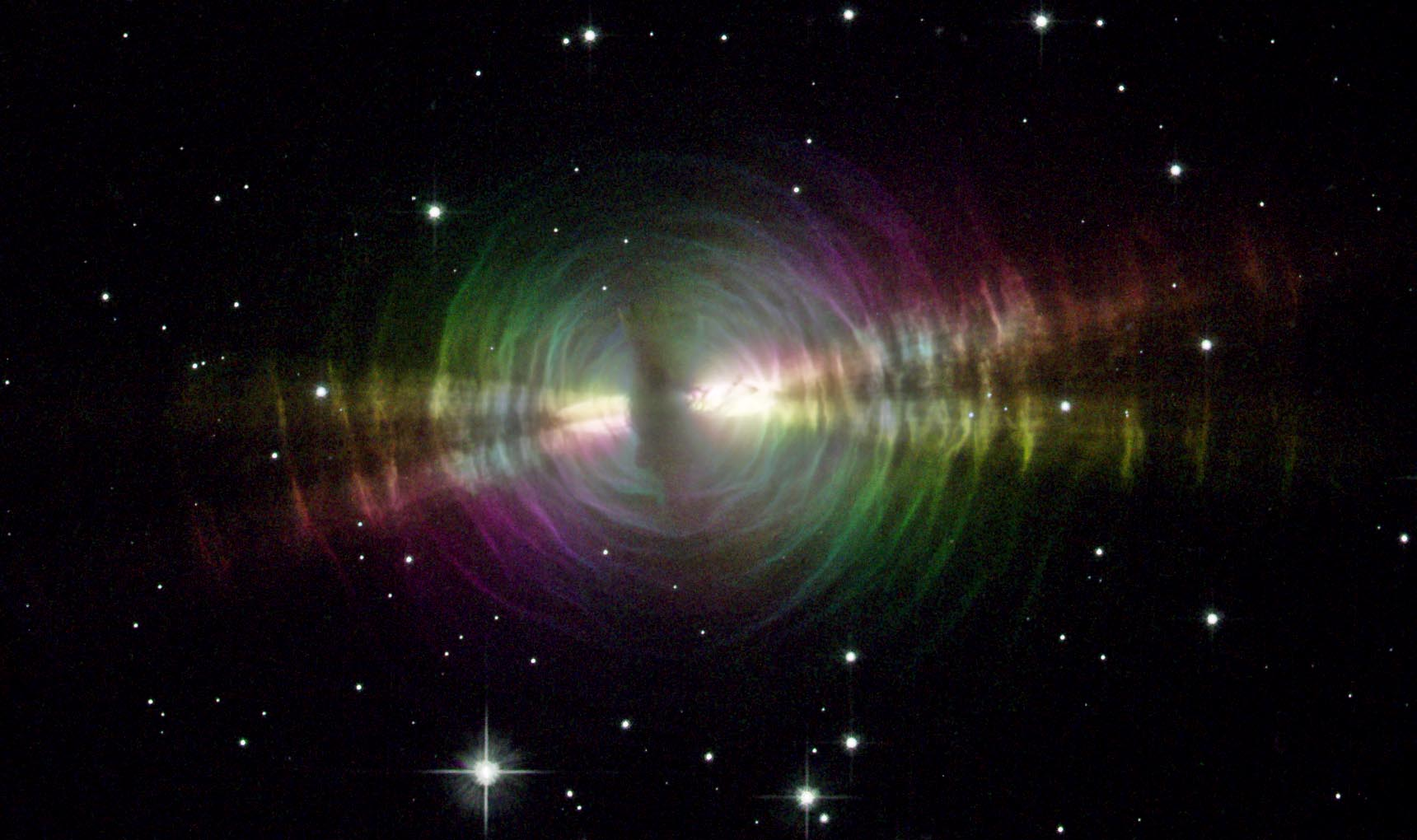
Nebulosa del Huevo